# Francisco da Cunha Machado Beltrão
Francisco da Cunha Machado Beltrão (Pernambuco, 17 de outubro de 1845 — Curitiba, 18 de março de 1903), foi um advogado e político brasileiro.

## Carreira
Foi bacharel em direito pela Faculdade de Direito do Recife, em 1869.
Foi desembargador do Superior Tribunal de Justiça, em Florianópolis, aposentado em 1897.
Foi deputado ao Congresso Legislativo do estado do Paraná em 1899, reeleito em 1901.